# Orlando Bertoli
Orlando Bertoli (Rio do Sul, 29 de junho de 1927 – Florianópolis, 29 de dezembro de 1997) é um advogado e político brasileiro.

## Vida
Filho de Leandro Bertoli e de Filomena Depiné Bertoli, bacharelou-se em direito pela Universidade Federal do Rio Grande do Sul, em 1951. Casou com Inelzyr Bauer Bertoli.

## Carreira
Foi vereador no município de Rio do Sul (1953 - 1954). 
Foi deputado à Assembleia Legislativa de Santa Catarina na 3ª legislatura (1955 — 1959) e na 4ª legislatura (1959 — 1963), eleito pelo Partido Social Democrático (PSD).
Foi deputado à Câmara dos Deputados na 42ª legislatura (1963 — 1967), eleito pelo Partido Social Democrático (PSD), e na 43ª legislatura (1967 — 1971), eleito pela Aliança Renovadora Nacional (ARENA).
Foi procurador geral-administrativo do Estado de Santa Catarina de 1971 a 1972, secretário de Assuntos do Governo de Santa Catarina de 1972 a 1974, presidente da Empresa de Turismo e Empreendimentos de Santa Catarina (TURESC, atual SANTUR) de 1975 a 1978, e presidente da Fundação Catarinense do Trabalho (FUCAT) de 1979 a 1983.